# Brushfire Fairytales
Brushfire Fairytales – debiutancki album Jacka Johnsona, muzyka pochodzenia hawajskiego. Nagrywanie go było dla Johnsona zupełnie nowym doświadczeniem, zważywszy na to, iż nie wiązał on swojej przyszłości z muzyką. Niespodziewanie duży sukces płyty spowodował jednak, że Jack postanowił kontynuować swą muzyczną przygodę. Charakterystyczny, unikatowy styl Johnsona zdobył bardzo wielu wielbicieli na całym świecie. Do tej pory jego wszystkie albumy rozeszły się w kilkudziesięciu milionach egzemplarzy.
Poza Johnsonem na płycie pojawiają się: Adam Topol (bębny i perkusja) oraz Merlo Podlewski (gitara basowa). Gościnnie na Brushfire Fairytales zagrali: Tommy Jordan i Ben Harper, a także Sam Beam z Iron & Wine.

## Drink the Water
Inspiracją do stworzenia piosenki był wypadek Johnsona, początkującego surfera, w wyniku którego o mało nie utonął. Jack był równocześnie najmłodszym w historii surferem, którego zaproszono do udziału w zawodach Pipe Masters.
Piosenka mówi także o niebezpieczeństwie, jakie powoduje strach u surferów. Jack powiedział w jednym z wywiadów, iż jeśli człowiek wierzy, że potrafi coś zrobić, to na pewno mu się to uda. Odniósł się tym samym do tego, że jeżeli surfer nie wierzy w swoje możliwości, to bez względu na jego talent, może sobie nie poradzić.

## Lista utworów
1. „Inaudible Melodies” – 3:35
2. „Middle Man” – 3:14
3. „Posters” – 3:13
4. „Sexy Plexi” – 2:07
5. „Flake” – 4:40
  - Gościnny udział Tommy’ego Jordana i Bena Harpera
6. „Bubble Toes” – 3:56
7. „Fortunate Fool” – 3:48
8. „The News” – 2:26
9. „Drink the Water” – 3:21
10. „Mudfootball (for Moe Lerner)” – 3:03
11. „F-Stop Blues” – 3:10
12. „Losing Hope” – 3:52
13. „It’s All Understood” – 5:28
  - Gościnny udział Sama Beama z Iron & Wine